# Craspedolepta maculimagna
Craspedolepta maculimagna är en insektsart som beskrevs av Journet och Joyce Winifred Vickery 1979. Craspedolepta maculimagna ingår i släktet Craspedolepta och familjen rundbladloppor. Inga underarter finns listade i Catalogue of Life.